# Rumunjska književnost
Rumunjska književnost odnosi se na djela književnika iz te zemlje i na djela napisana na rumunjskom jeziku. 
Prvi zapisi na rumunjskom jeziku potječu iz 16. stoljeća, a rumunjske riječi (imena ljudi, mjesta) moguće je pronaći i u tekstovima iz 11. do 15. stoljeća.
Malo je ljudi u Rumunjskoj razumjelo slavenski jezik kojim se govorilo u crkvama pa se pojavila potreba za objavljivanjem vjerskih tekstova na rumunjskom jeziku. Prvi se rukopisi na rumunjskom jeziku pojavljuju u Transilvaniji, a prvi datirani dokument je Neacșuovo pismo, napisano 1521., upućeno sucu u Brașovu, u Transilvaniji. Objavljivanje vjerskih tekstova bio je jedan od elemenata, koji su poslužili za ujednačavanje rumunjskoga jezika. Biblija objavljena u Bukureštu 1688. pridonijela je generaliziranju jezika, koji se govori u Munteniji i nametanju ga kao temeljnog za područja Muntenije, Transilvanije i Moldavije.
Povjesničari su zaslužni, što su prva izvorna djela napisali na rumunjskom jeziku. Povijest oblikovanja Rumunjske ispričana je u obliku kronika koje sežu u veći dio 17. stoljeća.
Tijekom nastanka moderne književnosti u Rumunjskoj, dva su čimbenika označila novi smjer: pokret nazvan Latinska škola u Transilvaniji, koji se vrtio oko ideala nacionalizma, povijesti i filologije; i intenziviranje kontakta sa Zapadom, što je postupno prekidalo helenski utjecaj na jezik i kulturu, dovodeći ih u romanički svijet.
Prva knjiga tiskana u Rumunjskoj bila je staroslavenska religijska knjiga iz 1508. godine. Prva tiskana knjiga na rumunjskom jeziku bila je Protestantski katekizam đakona Koresija iz 1559. godine, koju je tiskao Filip Moldoveanul. Dosoftej, Moldavac koji je objavljivao u Poljskoj tijekom 1673. godine, bio je prvi rumunjski metrički psaltir, koji je napisao najraniju poeziju pisanu na rumunjskom jeziku.
Otomansko Carstvo dominiralo je rumunjskim krajevima tijekom 18. stoljeća. Nisu dozvolili rumunjske vladare u Vlaškoj i Moldaviji i umjesto toga vladali preko grčkih trgovaca iz Istanbula, zvanim fanariotima. Shodno tome, grčka kultura umnogome je utjecala na razvoj rumunjske književnosti. Jedan od najvećih pjesnika ovog razdoblja bio je Alecu Văcărescu, koji je pisao ljubavne pjesme prema tradiciji starogrčkog pjesnika Anakreonta. Njegov otac Ienăchiță Văcărescu bio je također pjesnik, ali je napisao i prvu rumunjsku gramatiku, dok je njegov sin Iancu Văcărescu bio vjerojatno jedan od najvećih pjesnika svoje generacije.
Rumunji koji su studirali u Francuskoj, Italiji i Njemačkoj, kao i njemačka filozofija i francuska kultura počeli su integrirati se u modernu rumunjsku književnost sredine 19. stoljeća, vremenom smanjujući utjecaj Antičke Grčke i Orijenta. Važna figura književnosti tog doba u Vlaškoj bio je pisac Ion Heliade Rădulescu, koji je pokrenuo prvi časopis na rumunjskom jeziku i prvo Filharmonijsko društvo, iz kojeg je kasnije nastalo Nacionalno kazalište u Bukureštu. Najznačajniji pisci druge polovice 19. stoljeća bili su Vasile Alecsandri i kasnije Mihai Eminescu. Alecsandri je bio plodan pisac, doprinoseći rumunjskoj književnosti s poezijom, prozom, nekoliko predstava i zbirkom rumunjskog folklora. Eminescua većina kritičara smatra najznačajnijim i najutjecajnijim rumunjskim pjesnikom.
Nakon postizanja nacionalnog jedinstva 1918. godine, rumunjska književnost ušla je u zlatno doba, što je okarakterizirano razvojem rumunjskoga romana. Rođen u Rumunjskoj, Tristan Tzara, pjesnik i esejist, glavni je osnivač dadaističkog pokreta, nihilističkog revolucionarnog pokreta u umjetnosti, i možda je bio odgovoran i za njegovo ime (rumunjski za "da da"). Kasnije je napustio nihilizam i prepustio se nadrealizmu i marksizmu. Po prvi put u svojoj povijesti, rumunjska kultura bila je u potpunosti povezana sa zapadnom kulturom, dok je dadaizam prvi rumunjski umjetnički i književni pokret koji je postao međunarodan.
Marin Preda često se smatra najznačajnijim rumunjskim piscem poslije Drugog svjetskog rata. Njegov roman „Obitelj Moromete” opisuje život i poteškoće obične seljačke obitelji u predratnoj Rumunjskoj, a kasnije i pojavu komunizma u Rumunjskoj. Njegova najvažnija knjiga ostaje „Najljubljeniji među Zemljanima”, koja predstavlja okrutan opis komunističkog društva.
Izvan Rumunjske, Eugène Ionesco i Emil Cioran predstavljali su nacionalni duh na najvišoj razini. Eugène Ionesco bio je jedan od najistaknutijih svjetskih pisaca kazališta apsurda. Pored ismijavanja najbanalnijih situacija, Ionescovi komadi na opipljiv način prikazuju samoću ljudi i krhkost njihovog postojanja, dok je Cioran bio briljantan pisac i filozof.
Herta Müller bila je njemačko-rumunjska spisateljica i pjesnikinja poznata po svojim djelima koja vjerno prikazuju teror režima Nicolaea Ceauşescua, povijest Nijemaca u Banatu i progon rumunjskih Nijemaca kojeg je provodio Staljinistički režim, a kasnije i rumunjski komunistički režim u njezinoj rodnoj zemlji. Herta Müller je tijekom 1990-ih postala svjetski renomirani autor, a njezina su djela prevedena na preko 20 jezika. Također joj je uručeno preko 20 nagrada među kojima i kao kruna karijere, Nobelova nagrada za književnost 2009. godine.